# Golgi-Sehnenorgan

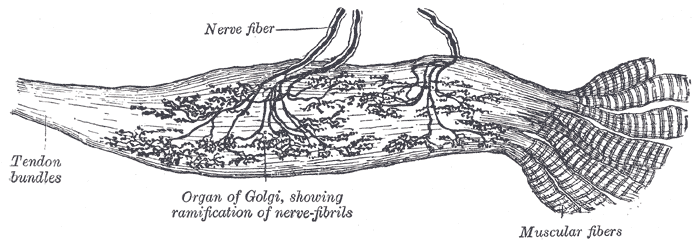
Golgi-Sehnenorgan
Aus Grays Anatomie, 1918

 Das bei allen Wirbeltieren vorhandene Golgi-Sehnenorgan, benannt nach Camillo Golgi, ist ein Sinnesorgan der Tiefensensibilität. Es ist eine Art Nervengeflecht, das der Messung und Regelung der Muskelspannung dient. Es befindet sich am Übergang zwischen Muskel und Sehne und ist zusammen mit den Muskelspindeln für die Propriozeption der Muskulatur zuständig.
Die Golgi-Sehnenorgane leiten über Nervenfasern der Klasse Ib dem Zentralnervensystem Informationen über den Spannungszustand der jeweiligen Muskeln zu. Dabei spielen auch Haut- und Gelenkafferenzen eine Rolle sowie Ia und II Afferenzen der Muskelspindeln. Die Wirkung dieses multimodalen Signals ist vor allem hemmend auf das Motoneuron des eigenen Muskels (autogene Hemmung). Außerdem wird über erregende Interneurone der Antagonist aktiviert.

## Aufbau
Das Golgi-Sehnenorgan besteht aus einer von Sehnenfasern durchzogenen Bindegewebskapsel (Perineuralkapsel), welche das aufgezweigte Ende einer afferenten Nervenfaser vom Typ Ib umgibt. Die sensiblen Endigungen des Nervs durchziehen die Sehnenfasern.

## Funktion
Eine Erhöhung der Muskelspannung bewirkt eine Anspannung der Sehne. Die darin eingebetteten längs verlaufendern Kollagenfasern nähern sich an, wodurch sich der Druck auf die mechanosensiblen Endigungen dazwischenliegender sensorischer Neuronen verstärkt. Dies bewirkt das Auslösen eines Aktionspotential durch die mechanosensitiven Ionenkanäle, welches über Ib Nervenfasern ins Rückenmark übermittelt wird, wo es auf mehrere Interneurone im Vorderhorn des Rückenmarks übertragen wird. Diese Interneurone hemmen die Aktivität des Motoneurons des Muskels (autogene Hemmung) und steigern diejenige der Antagonisten. Zudem werden die Signale über das lemniskale System in den primären somatosensorischen Cortex weitergeleitet.

### Inverser Dehnungsreflex (autogene Hemmung)
Der inverse Dehnungsreflex ist ein Eigenreflex. Durch die Aktivierung des Golgi-Sehnenorgans wird u. a. ein inhibitorisches Interneuron im Rückenmark aktiviert, welches eine hemmende Wirkung auf das α-Motoneuron und somit auf die Muskelspannung hat.
Ziel dieses Reflexes ist es, die Spannung des Muskels in einem optimalen Bereich zu halten. In Extremsituationen schützt er den Muskel vor Überlastung.